# Sainte-Catherine-de-Fierbois
Sainte-Catherine-de-Fierbois – miejscowość i gmina we Francji, w Regionie Centralnym, w departamencie Indre i Loara.
Według danych na rok 1990 gminę zamieszkiwało 539 osób, a gęstość zaludnienia wynosiła 35 osób/km² (wśród 1842 gmin Regionu Centralnego Sainte-Catherine-de-Fierbois plasuje się na 652. miejscu pod względem liczby ludności, natomiast pod względem powierzchni na miejscu 864.).